# Parallax Mapping
Parallax mapping (auch offset mapping oder virtual displacement mapping genannt) ist eine Verbesserung der Bumpmapping- oder Normal-Mapping-Techniken, die auf Texturen bei 3D-Bildsynthese-Anwendungen und in Computerspielen angewendet wird.
Für den Endanwender (Game Designer, Spieler) bedeutet das, dass die Darstellung reliefartiger Oberflächen wie Steinwänden bei der Verwendung von Texturen mehr scheinbare Tiefe und damit größeren Realismus aufweist, ohne den rechnerischen Aufwand von Displacement Mapping zu erfordern.
Parallax mapping wurde 2001 durch Tomomichi Kaneko et al. eingeführt.
Parallax mapping wird erzeugt durch die Verschiebung von Texturkoordinaten am Punkt des dargestellten Polygons durch eine Funktion des Blickwinkels relativ zur Tangentialebene (definiert durch die Oberflächennormale) und dem Wert des Höhenfelds an diesem Punkt. Bei relativ zur Tangentialebene flacheren Blickwinkeln werden die Texturkoordinaten mehr verschoben und erzeugen damit durch Parallaxeneffekte bei der Blickpunktänderung die Illusion von Tiefe.
Parallax mapping wurde von Kaneko als Prozess in einem Schritt eingeführt, welcher Verdeckung nicht berücksichtigt. Nachfolgende Verbesserungen des Algorithmus, welche iterative Verfahren hinzufügten, berücksichtigen Verdeckungen und die akkurate Darstellung von Silhouetten.

## Steep parallax mapping
Steep parallax mapping fasst eine Klasse von Algorithmen zusammen, die Sehstrahlen verfolgen und gegen Höhenfelder testen. Die zugrundeliegende Idee ist, einen Strahl, der das Volumen eines Höhenfeldes schneidet, zu verfolgen und dessen Schnittpunkt mit dem Höhenfeld zu finden. Dieser nächstgelegene Schnittpunkt bestimmt, welcher Teil des Höhenfeldes wirklich sichtbar ist. Relief Mapping und Parallax Occlusion Mapping sind andere bekannte Namen für diese Techniken.
Interval mapping verbessert die üblicherweise durchgeführte binäre Suche beim Relief Mapping, indem eine Linie zwischen Punkten, die bekanntermaßen innerhalb und außerhalb liegen erzeugt wird und diese mit einem Strahl geschnitten wird, anstatt wie üblich den Mittelpunkt der binären Suche zu verwenden.